# Ludwigsluster - Grabower Heide
Ludwigsluster - Grabower Heide este o arie protejată (arie de protecție specială avifaunistică — SPA) din Germania întinsă pe o suprafață de 613 ha, integral pe uscat.

## Localizare
Centrul sitului Ludwigsluster - Grabower Heide este situat la coordonatele 53°18′55″N 11°32′59″E / 53.3153°N 11.5497°E.

## Înființare
Situl Ludwigsluster - Grabower Heide a fost declarat arie de protecție specială avifaunistică în aprilie 2008 pentru a proteja 6 specii de animale.

## Biodiversitate
Situată în ecoregiunea continentală, aria protejată nu include niciun habitat protejat.
La baza desemnării sitului se află mai multe specii protejate de  păsări (6): caprimulg (Caprimulgus europaeus), ciocănitoare neagră (Dryocopus martius), Grus grus grus, sfrâncioc roșiatic (Lanius collurio), ciocârlie de pădure (Lullula arborea), silvie porumbacă (Sylvia nisoria).